# Nibelungensage

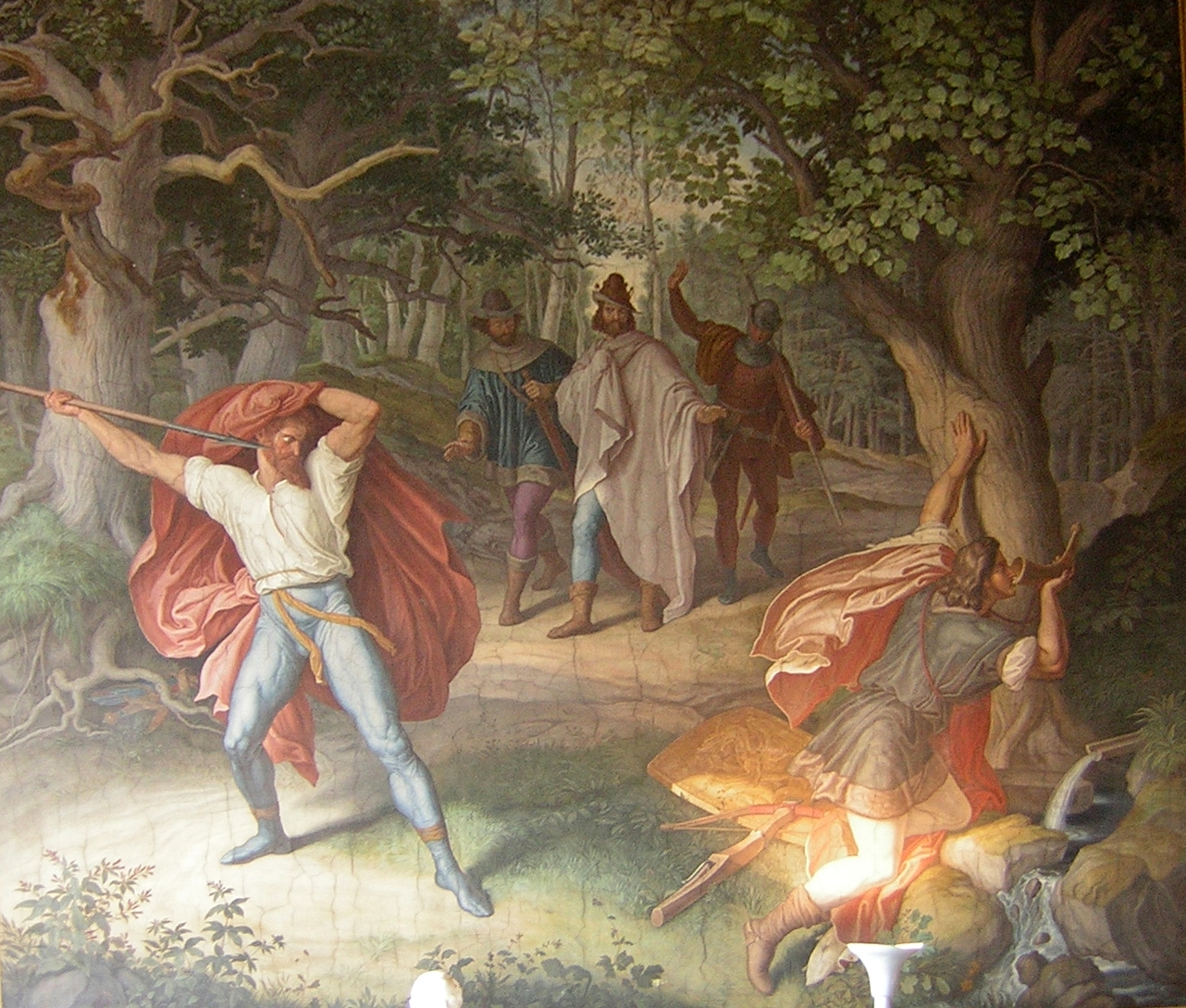
Hagens Mord an Siegfried, Fresko in den Nibelungensälen der Münchner Residenz

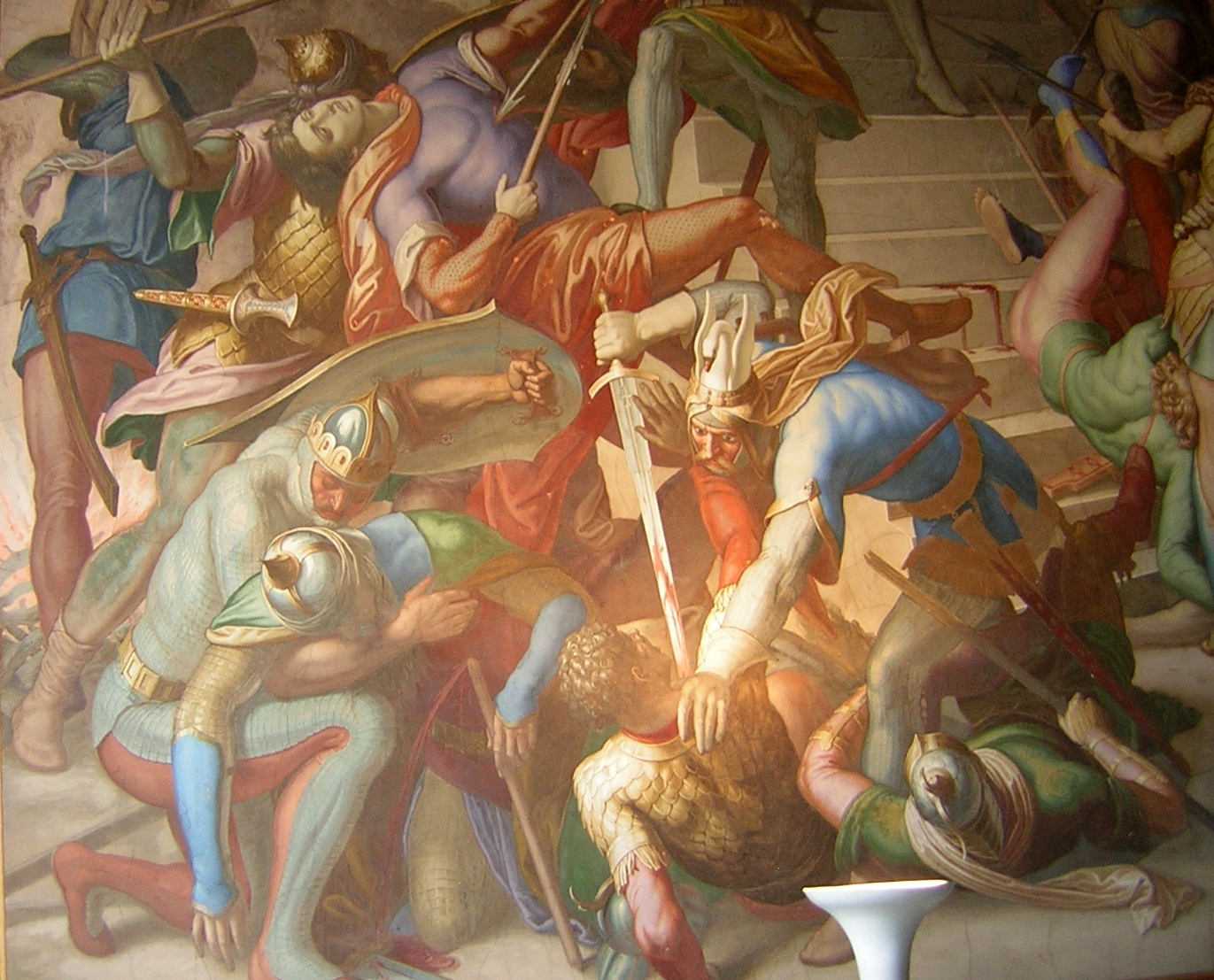
Kampf zwischen Nibelungen und Hunnen, Detail eines Freskos in den Nibelungensälen

Die Nibelungensage ist eine im kontinentalgermanischen und skandinavischen Raum weitverbreitete Heldensage, die über Jahrhunderte in zahlreichen voneinander abweichenden Fassungen überliefert ist. Ihre bekannteste schriftliche Fixierung ist das mittelhochdeutsche Nibelungenlied (um 1200, wahrscheinlich aus dem Raum Passau).
Die Sage schlägt sich in mittelalterlichen Quellen außer im Nibelungenlied in der Sage von Dietrich von Bern (Thidrekssaga, altnordisch mit niederdeutschen Quellen, ca. 1250) und zahlreichen Liedern der Edda nieder. Unter diesen sind mehrere Sigurdlieder und das ältere Atlilied (altisländisch, aufgezeichnet im 13. Jahrhundert nach teilweise viel älteren Quellen oder Vorstufen). Prosa-Nacherzählungen der Eddalieder finden sich in der Edda des Snorri Sturluson (altisländisch, ca. 1220) und in der Völsunga-Saga (altisländisch, ca. 1250). Vom Ende des 13. Jahrhunderts stammt der Nornagests þáttr.

## Ursprünge der Sage
Die Ursprünge der Sage reichen bis in das so genannte heroische Zeitalter der „Völkerwanderung“ zurück: Als zentraler historischer Kern der Erzählung gilt die Zerschlagung des Machtbereiches der Burgunden am Rhein in der Spätantike durch den römischen magister militum Flavius Aetius mit Hilfe hunnischer Hilfstruppen. Die Burgunden hatten Westrom seit etwa 411 als Söldner (foederati) gedient und in kaiserlichem Auftrag die Rheingrenze bewacht. Als die weströmische Regierung Schwäche zeigte, wollte der burgundische Anführer (rex) Gunthahar die Gelegenheit nutzen, um seinen Machtbereich auf eigene Faust auf die reiche Provinz Belgica auszuweiten. 435 wurde er aber von römischen Truppen zurückgeschlagen, und 436 entschied sich Aetius, der damals für den jungen Kaiser Valentinian III. die Regierung führte, die Burgunden für den Vertragsbruch zu bestrafen. Er heuerte Tausende hunnische foederati an, die den nichtsahnenden Gunthahar angriffen und ihn und die meisten seiner Männer töteten. Die Überlebenden des burgundischen Kriegerverbandes wurden einige Jahre später an der Rhone in Savoyen angesiedelt.
Diese Ereignisse scheinen bereits die Zeitgenossen beeindruckt zu haben. Eine zeitgenössische gallische Chronik berichtet zum Jahr 436 knapp: „Ein denkwürdiger Krieg fand statt mit den Burgunden, in dem fast das ganze Volk gemeinsam mit seinem Anführer den Tod fand.“ Und der Zeitzeuge Prosper Tiro von Aquitanien notierte zum Jahr 435: „Zu dieser Zeit besiegte Aetius den Gundichar vernichtend, der als rex der Burgunden in Gallien eingedrungen war. Auf sein Flehen gewährte ihm Aetius zunächst Frieden, den der rex aber nicht lange genießen konnte. Denn wenig später ließ man Hunnen ihn und sein Volk mit Stumpf und Stiel ausrotten.“
Als weitere historische Ereignisse, die in die Sage einflossen und sie um einzelne Namen und Elemente erweiterten, gelten die Schlacht auf den Katalaunischen Feldern 451, der Tod Attilas 453 sowie die Geschehnisse im zweiten Burgunderreich an der Rhone und bei den Merowingern bis zum Tode Brunichildis 613. Dietrich von Bern, der nach der Sage zeitweise am Hofe Attilas bzw. Etzels lebte, wird bereits seit dem Mittelalter mit dem ostgotischen König Theoderich dem Großen gleichgesetzt, der von 493 bis 526 herrschte.
Die Sage weicht allerdings sehr stark von diesen bekannten historischen Ereignissen ab und stellt neue, kontrafaktische Zusammenhänge her. So waren die historischen Burgunden bzw. Burgunder nicht an Attilas Hof gezogen, sondern in ihrer Heimat am Rhein vernichtet worden. Attila war zu dieser Zeit auch noch nicht der hunnische König. Weiterhin war Theoderich der Große nie am Hofe Attilas, wie es in der Sage erzählt wird, zumal der Hunne bei Theoderichs Geburt schon tot war. Man geht daher allgemein davon aus, dass diese Heldensagen ein teils erfundenes, teils immer wieder neu zusammengesetztes Sagengeflecht darstellen, das auf verschiedenen historischen Ereignissen des 5. und 6. Jahrhunderts fußt und später zusammengefügt wurde, wie es für mündliche Überlieferungen charakteristisch ist.
Es fehlt nicht an abweichenden Erklärungsversuchen. Im Gegensatz zur historischen und germanistischen Fachwissenschaft vermutete zum Beispiel der Privatgelehrte Heinz Ritter-Schaumburg als wahren Kern der Nibelungensage historische Ereignisse in Niederdeutschland um das Jahr 500 (siehe unten). Er sieht die Sage als historische Quelle an, wobei er sich vor allem auf die altschwedische Fassung der Thidrekssaga stützt. Helden wie Dietrich von Bern, Siegfried und die Nibelungen seien historische Figuren gewesen und erst im Verlauf des Mittelalters mit historisch bekannten Vorbildern wie Theoderich dem Großen oder den Burgunden verwechselt und gleichgesetzt worden. Von Fachkreisen wird die These allerdings als methodisch unhaltbar abgelehnt.
Mit „Nibelungen“ wird im Titel der Sage das Volk der Burgunden bezeichnet, da es im Besitz des Nibelungenhorts war. Diesen sagenhaften Schatz hatten die Burgunden von Siegfried übernommen, der ihn wiederum dem Zwergengeschlecht der Nibelungen abgenommen hatte.

## Inhalt des Nibelungenliedes
Im Nibelungenlied ist die Hauptfigur Kriemhild  und die Hauptproblematik die der höfischen Kultur; es macht aus dem vermutlich viel älteren Sagenstoff beinahe einen Roman, der im Kleid einer Sage Probleme der damaligen Gegenwart von Autor und Publikum zu behandeln scheint. Hier werden nur die Elemente herausgegriffen, die für die Sagengeschichte relevant sind.

## Die Nibelungen in der Thidrekssaga
Mehrere Abschnitte der Thidrekssaga (ThS) behandeln Teile der Nibelungensage. Man nimmt meist an, dass ihr deutsche Quellen zugrunde liegen, wie sie auch selbst angibt. Dabei scheint sie für ihre einzelnen Abschnitte unterschiedliche Vorlagen zu benutzen, die sie aneinander reiht, ohne Widersprüche zwischen ihnen auszugleichen. Die Tatsache, dass es in Deutschland sehr unterschiedliche Versionen der Nibelungensage gab, könnte somit erklären, dass die einzelnen Abschnitte der ThS zueinander teilweise widersprüchlich sind (das trifft nicht nur auf die Nibelungensage zu; auch andere Erzählungen der ThS berichten widersprüchlich zu anderen Überlieferungen). Die vorherrschende Lehrmeinung besagt, dass einige Nibelungen-Abschnitte die Quellen der ThS benutzen, die ganz andere Sagenversionen als das Nibelungenlied bieten; während andere Abschnitte Quellen benutzen, die offenbar auch dem Nibelungenlied zugrunde liegen, und wieder andere direkt auf die Fassung 'C' des Nibelungenliedes zurückgehen sollen. Die altschwedische Version der ThS ist dagegen frei von derartigen Widersprüchen und wurde von Heinz Ritter-Schaumburg für die ursprünglichste Version des Sagenstoffes gehalten. Er nahm stattdessen an, dass das Nibelungenlied auf einer Frühform der Thidrekssaga basiert. Meist nimmt man dagegen an, dass der schwedische Übersetzer der ThS die großteils erhaltene, in sich sehr oft widersprüchliche norwegische Handschrift zur Vorlage hatte und beabsichtigte, das Werk zu kürzen und inhaltliche Widersprüche auszugleichen; wie allgemein das Ausgleichen von Widersprüchen kennzeichnend für spätere Bearbeitungsstufen zu sein scheint.

### Siegfried/Sigurd und Brünhild/Brynhild
Das erste Stück, das die Nibelungensage behandelt, liegt etwa in der Mitte der ThS; vorher wird nur eine Figur der Nibelungensage einmal erwähnt, und zwar Brynhild (Brünhild), die auf der Burg Seegard im Reich der Sueben herrscht und von deren Gestüt die berühmtesten Hengste der Helden der deutschen Heldensagen stammen. Die eigentlichen Nibelungenteile der ThS beginnen mit Sigurds (Siegfrieds) Jugend. Die ThS benutzt meist die nordische Form des Namens, Sigurd; nur an wenigen Stellen schlägt die deutsche Form der Vorlage, Siegfried, durch. Sigurds Mutter, die Gattin eines Königs Sigmund, wird zu Unrecht der Untreue verdächtigt; das neugeborene Kind wird ausgesetzt, treibt einen Fluss hinunter (ähnlich wie Moses) und wird von einer Hirschkuh gefunden und zunächst versorgt (ähnlich wie Romulus und Remus von einer Wölfin). Schließlich findet ihn ein im Wald Kohlen brennender Schmied, Mimir, und zieht ihn auf. Der Knabe wird so stark, dass er die Schmiedeknechte verprügelt und den Amboss mit dem Hammer zerschlägt. Mimir hat einen Bruder namens Regin, der zauberkundig ist und sich in einen Drachen verwandelt. In anderen Versionen wird Reginn als Ziehvater von Siegfried genannt, dessen Bruder Fafnir der genannte Drache ist, Mimir und Regin/Reginn werden in verschiedenen Niederschriften als dieselbe Person genannt.
Da Mimir die Kräfte des Knaben fürchtet, bittet er seinen Bruder, den Drachen, ihn umzubringen. Dazu schickt er Sigurd in den Wald, in dem der Drache haust, er solle Kohlen brennen. Der Knabe erschlägt jedoch den Drachen mit einem Baumstamm und seiner Holzaxt. Da er hungrig ist, kocht er sich das Drachenfleisch zum Abendessen. Dabei verbrennt er sich den Finger, steckt ihn in den Mund, um ihn zu kühlen, und durch den Genuss des Drachenblutes versteht er die Vogelsprache. Zwei Vögel reden miteinander, dass Mimir ihn töten wolle. Wo seine Hände in Berührung mit dem Drachenblut kamen, wird die Haut hart wie Horn. Als er das merkt, bestreicht er sich mit dem Drachenblut am ganzen Körper. Nur zwischen die Schultern reicht er nicht, was später (ähnlich wie bei Achilles) zu seinem Tod führen wird. Dann geht er heim und erschlägt Mimir, obwohl ihm dieser voll Angst, um ihn freundlich zu stimmen, ein wunderbares Pferd von Brynhilds Gestüt verspricht und eine sehr gute Rüstung und das ausgezeichnete Schwert Gram überreicht. Dann zieht er zu Brynhilds Burg. Sie hat anscheinend ein ‚mythisches Vorwissen‘ um Sigurd, denn sie weiß, als ein Ankömmling gemeldet wird, sofort, dass er es sein muss. Sie nennt ihm auch die Namen seiner Eltern und schenkt ihm den besten Hengst. Von ihr reitet Sigurd weiter zu König Isung von Bertanga-Land (Britannien), dessen Bannerträger er wird.

### Die Herkunft der Nibelungen
Nun folgt ein neuer Abschnitt: Die Herkunft der Niflungen ('Niflungen' ist in der gesamten nordischen Literatur der dem deutschen 'Nibelungen' entsprechende Name). Diesen Abschnitt bringt die altnorwegische Fassung (Membrane) der ThS zweimal hintereinander fast identisch, aber mit verschiedenen Namen: Einmal heißt der Vater der Niflungen Aldrian, einmal Irung; auch die Zahl der Geschwister ist nicht gleich. Der Schreiber hatte offensichtlich zwei schriftliche Fassungen derselben Geschichte vor sich und wollte keine unterdrücken, sondern reihte sie aneinander. Die altschwedische Fassung zeigt hier wiederum keine Widersprüche. Gemeinsam ist allen Thidrekssaga-Fassungen der 'Herkunft der Niflungen', dass Hogni (entspricht deutsch Hagen; in deutschen Übersetzungen nordischer Texte wird er oft Högni geschrieben) nur Halbbruder der Niflungen ist: Die Königin Oda (entspricht dem deutschen Namen Ute) wurde während der Abwesenheit ihres Gatten von einem bösen Geist beschlafen. Das Kind aus dieser Verbindung ist Hogni.

### Die Zweikämpfe
An diesem Punkt wird die Nibelungensage mit der Dietrichsage zusammengeführt: König Thidrek (entspricht deutsch Dietrich von Bern) lädt die Niflungen zu einem Fest und Gastmahl ein; von den Niflungen nehmen Gunnar (Gunther), Hogni (Hagen) und Gernoz (Gernot) teil. Auf dem Fest beschließen alle Anwesenden, König Isung von Britannien und seine Söhne zu Zweikämpfen herauszufordern. So kommt Sigurd in den Bereich der Niflungen: Er kämpft den letzten, entscheidenden Kampf gegen Thidrek selbst. Thidrek kann nur durch eine nicht erlaubte List gewinnen, die Sigurd entdeckt, er erkennt aber freiwillig Thidrek als Sieger an und folgt ihm als sein Gefolgsmann.

### Die Hochzeiten
Im folgenden Abschnitt zieht Thidrek, und mit ihm Sigurd, ins Land der Niflungen, und dort heiratet Sigurd Grimhild (entspricht deutsch Kriemhild), die Schwester Gunnars und Hognis. In diesem Abschnitt der ThS wird Hogni nicht Halbbruder, sondern Bruder Gunnars genannt. Auf seiner Hochzeit schwärmt Sigurd seinem Schwager Gunnar vor, er kenne die schönste Frau der Welt, Brynhild, und wolle sie Gunnar zur Ehe vermitteln. Dass ein Held anlässlich seiner Hochzeit eine andere Frau (also nicht seine eigene Braut) als schönste Frau der Welt preist, lässt Verwicklungen ahnen. Thidrek, Gunnar, Hogni und Sigurd reiten zu Brynhild nach Seegard. Dort wirbt Sigurd für Gunnar um Brynhild. Sie ist böse auf Sigurd, weil er ihre Verlobung brach (von einer Verlobung sagt die ThS allerdings an der früheren Stelle nichts) und Grimhild heiratete. Brynhild fügt sich in das Geschehene und ist bereit, Gunnar zu heiraten. Einen Werbungstrug wie im Nibelungenlied gibt es in der ThS nicht. Brynhild handelt jedoch in der Hochzeitsnacht wie im Nibelungenlied, indem sie Gunnar fesselt und an einen Nagel an der Wand hängt. In der ThS macht sie das sogar in drei aufeinander folgenden Nächten, bis Gunnar Sigurd sein Leid klagt und den starken Sigurd bittet, im Schutz der Finsternis in sein Schlafzimmer zu schleichen und Brynhild zu entjungfern. Eine Tarnkappe oder andere magische Requisiten kennt die ThS nicht. Jedoch verfügt Brynhild über magische Kräfte, die aber an ihre Jungfräulichkeit gebunden sind. Nach der Deflorierung durch Sigurd ist sie so schwach wie jede Frau und muss sich Gunnar fügen.
Nun folgen in der ThS mehrere andere lange Sagen, die nichts mit Nibelungensagen zu tun haben. Viel später geht die Nibelungensage weiter, und zwar mit Sigurds Tod.

### Der Streit der Königinnen
Lange Zeit war seit den beiden Hochzeiten vergangen, und das Reich der Nibelungen, mit der Hauptstadt Werniza (nach der Meinung der meisten Forscher entspricht das dem deutschen Worms), floriert hauptsächlich deshalb, weil Sigurd, der Gatte Grimhilds, mit Stärke und auch Weisheit seinen Schwägern zu Hilfe kommt. Brynhild will eines Tages, als sie die Halle betritt, dass Grimhild vor ihr aufsteht und ihr allein den Hochsitz überlasse. Grimhild pocht auf Gleichrangigkeit. Da beschimpft Brynhild sie, dass Sigurd von einer Hirschkuh aufgezogen worden sei. Daraufhin eröffnet Grimhild, dass sie um das Geheimnis der Brautnacht weiß, und zeigt zum Beweis einen Ring vor, den Sigurd Brynhild abzog, als er sie überwand. Brynhild ist nicht einmal sonderlich überrascht: Sie ahnt, was geschehen war, und fordert Sigurds Ermordung nach dem Streit mit Grimhild, nicht weil Sigurd Gunnar in diesem Punkt geholfen hat, sondern weil er es Grimhild verraten und damit ihre Schande publik gemacht hat. Sie klagt Gunnar, Hogni und Gernoz ihr Leid, fordert Sigurds Tod und reizt die Niflungen dadurch gegen ihn auf, dass sie darauf aufmerksam macht, dass Sigurd immer mächtiger werde und ihnen die Herrschaft entreißen könnte. Der Mord braucht keine Requisiten (wie im Nibelungenlied ein auf Siegfrieds Gewand genähtes Kreuzchen): Es genügt, dass Hogni Sigurd einen Speer zwischen die Schulterblätter stößt, als der sich auf der Jagd auf den Boden legt, um aus einem Bach zu trinken.

### Der Untergang
Nach Sigurds Tod werden einige sehr kurze andere Sagen erzählt; bald ist die ThS wieder bei der Nibelungensage. Von hier bis zum Schluss sind Nibelungenlied und Thidrekssaga sehr ähnlich. An einigen Stellen scheinen beide Werke die gleiche Quelle zu benutzen. Als Inhaltsangabe für den Nibelungenuntergang der ThS kann daher im Groben der ‚Untergang der Nibelungen‘ des Nibelungenliedes gelten. Es gibt jedoch auch wesentliche Abweichungen zwischen beiden Sagenversionen:
So liegt der Hof Attilas in Susat (= Soest) im heutigen Westfalen, nicht in Ungarn wie im Nibelungenlied. Gunnar (entspricht Gunther) wird nicht am Ende der Schlacht von Thidrek besiegt, sondern wird im Verlauf der Schlacht von Osid, einem Neffen Attilas, gefangen genommen und wird dann, wie in anderen nordischen Versionen der Sage, von Attila in einen Schlangenturm geworfen. Thidrek erschlägt Grimhild auf Befehl Attilas, nicht Hildebrand im Alleingang, wie im Nibelungenlied. Grimhild handelt in der ThS objektiv teuflisch, auch in den Augen des Erzählers, sodass sogar ihr Gatte ihren Tod fordert, während das Nibelungenlied sie teilweise entschuldigt und Hildebrand nicht den Charakter eines „objektiven“ Rächers erhält. In der ThS tötet sie nicht Hagen, sondern ihren schwer verletzten Bruder Giselher, indem sie ihm ein brennendes Scheit in den Mund stößt. Attila (entspricht deutsch Etzel) ist goldgierig, wie auch in anderen skandinavischen Dichtungen. Hogni wurde von Thidrek schwer verwundet, lebt aber noch einen ganzen Tag lang, bis er stirbt. In dieser Nacht zeugt er noch einen Sohn und gibt der Frau den Schlüssel zum Siegfriedskeller, den sie dem Kind geben soll, wenn es herangewachsen ist. Dieser Sohn, Aldrian, rächt später den Tod Hognis an Attila, indem er den goldgierigen Attila in den Siegfriedskeller führt und von außen die Tür zuschlägt, sodass Attila bei den Schätzen verhungern muss. Auch kennt die ThS keinen Koch und daher auch nicht Rumolds Rat des Nibelungenliedes.

## Der Hürnen Seyfrit
Der Hürnen Seyfrit behandelt Seyfrit/Siegfrieds Geschichte in zwei hintereinander gereihten Versionen, deren erste kurz die Kindheit des Helden entsprechend dem Nibelungenlied wiedergibt, während die zweite den Hauptteil bildet und Siegfrieds Jugend ähnlich der Thidrekssaga erzählt und dann mehrere Drachenkämpfe zur Befreiung der von einem Drachen entführten Kriemhild schildert. Der Hürnen Seyfrit ist nur in Fassungen ab dem 16. Jahrhundert erhalten, die aber auf Vorstufen zum Teil schon des 13. Jahrhunderts zurückgehen, die sich in der Thidrekssaga und in spätmittelalterlichen Bearbeitungen des Nibelungenliedes widerspiegeln.

## Siegfrieds Hochzeit
Das Lied von Siegfrieds Hochzeit beschreibt die Hochzeit Seyfrieds/Siegfrieds mit Grimhild/Kriemhild, die Ermordung des Helden durch Hagen, als er bei einem Brunnen schläft, die Auseinandersetzung zwischen Kriemhilds Brüdern mit Siegfrieds Anhängern und den Friedensschluss durch Dietrich von Bern.
Das Lied wurde erst 2022 in einem Druck aus dem Jahre 1663 entdeckt, welcher auf einen Druck des „Hürnen Seyfrits“ folgte. Da im „Hürnen Seyfrit“ jedoch auf ein Lied von Siegfrieds Hochzeit verwiesen wird, war dieses wohl von Beginn an mit dem „Hürnen Seyfrit“ verbunden.

## Wichtige Figuren im Nibelungenlied und in anderen Werken der Nibelungensage
Die folgenden Personen finden sich zum Teil auch in anderen Werken wie der Edda und Richard Wagners Opernzyklus Der Ring des Nibelungen (in alphabetischer Ordnung).
Die Stammliste der Nibelungen:
|           |           |           |           |           |           |  |  | Eilimis   | Eilimis   | Eilimis   | Eilimis   | Eilimis   | Eilimis   |  |  | Hjalprek | Hjalprek | Hjalprek | Hjalprek | Hjalprek | Hjalprek |  |  |        |        |        |        |        |        |  |  |          |          |          |          |          |          |         |         |         |         |         |         |           |           |           |           |           |           |          |          |          |          |  |  |        |        |        |        |        |        |  |  |          |          |          |          |          |          |         |         |          |          |          |          |          |          |          |          |          |          |  |  |  |  |  |  |  |  |  |  |  |  |
|           |           |           |           |           |           |  |  | Eilimis   | Eilimis   | Eilimis   | Eilimis   | Eilimis   | Eilimis   |  |  | Hjalprek | Hjalprek | Hjalprek | Hjalprek | Hjalprek | Hjalprek |  |  |        |        |        |        |        |        |  |  |          |          |          |          |          |          |         |         |         |         |         |         |           |           |           |           |           |           |          |          |          |          |  |  |        |        |        |        |        |        |  |  |          |          |          |          |          |          |         |         |          |          |          |          |          |          |          |          |          |          |  |  |  |  |  |  |  |  |  |  |  |  |
| Sigmund   | Sigmund   | Sigmund   | Sigmund   | Sigmund   | Sigmund   |  |  | Hjordís   | Hjordís   | Hjordís   | Hjordís   | Hjordís   | Hjordís   |  |  | Alf      | Alf      | Alf      | Alf      | Alf      | Alf      |  |  |        |        |        |        |        |        |  |  |          |          |          |          | Dankrat  | Dankrat  | Dankrat | Dankrat | Dankrat | Dankrat |         |         | Ute       | Ute       | Ute       | Ute       | Ute       | Ute       |          |          |          |          |  |  |        |        |        |        |        |        |  |  |          |          |          |          |          |          |         |         |          |          |          |          |          |          |          |          |          |          |  |  |  |  |  |  |  |  |  |  |  |  |
| Sigmund   | Sigmund   | Sigmund   | Sigmund   | Sigmund   | Sigmund   |  |  | Hjordís   | Hjordís   | Hjordís   | Hjordís   | Hjordís   | Hjordís   |  |  | Alf      | Alf      | Alf      | Alf      | Alf      | Alf      |  |  |        |        |        |        |        |        |  |  |          |          |          |          | Dankrat  | Dankrat  | Dankrat | Dankrat | Dankrat | Dankrat |         |         | Ute       | Ute       | Ute       | Ute       | Ute       | Ute       |          |          |          |          |  |  |        |        |        |        |        |        |  |  |          |          |          |          |          |          |         |         |          |          |          |          |          |          |          |          |          |          |  |  |  |  |  |  |  |  |  |  |  |  |
|           |           |           |           |           |           |  |  |           |           |           |           |           |           |  |  |          |          |          |          |          |          |  |  |        |        |        |        |        |        |  |  |          |          |          |          |          |          |         |         |         |         |         |         |           |           |           |           |           |           |          |          |          |          |  |  |        |        |        |        |        |        |  |  |          |          |          |          |          |          |         |         |          |          |          |          |          |          |          |          |          |          |  |  |  |  |  |  |  |  |  |  |  |  |
|           |           |           |           |           |           |  |  |           |           |           |           |           |           |  |  |          |          |          |          |          |          |  |  |        |        |        |        |        |        |  |  |          |          |          |          |          |          |         |         |         |         |         |         |           |           |           |           |           |           |          |          |          |          |  |  |        |        |        |        |        |        |  |  |          |          |          |          |          |          |         |         |          |          |          |          |          |          |          |          |          |          |  |  |  |  |  |  |  |  |  |  |  |  |
|           |           |           |           |           |           |  |  |           |           |           |           |           |           |  |  |          |          |          |          |          |          |  |  |        |        |        |        |        |        |  |  |          |          |          |          |          |          |         |         |         |         |         |         |           |           |           |           |           |           |          |          |          |          |  |  |        |        |        |        |        |        |  |  |          |          |          |          |          |          |         |         |          |          |          |          |          |          |          |          |          |          |  |  |  |  |  |  |  |  |  |  |  |  |
|           |           |           |           |           |           |  |  |           |           |           |           |           |           |  |  |          |          |          |          |          |          |  |  |        |        |        |        |        |        |  |  |          |          |          |          |          |          |         |         |         |         |         |         |           |           |           |           |           |           |          |          |          |          |  |  |        |        |        |        |        |        |  |  |          |          |          |          | Rüdiger  | Rüdiger  | Rüdiger | Rüdiger | Rüdiger  | Rüdiger  |          |          | Gotelind | Gotelind | Gotelind | Gotelind | Gotelind | Gotelind |  |  |  |  |  |  |  |  |  |  |  |  |
|           |           |           |           |           |           |  |  |           |           |           |           |           |           |  |  |          |          |          |          |          |          |  |  |        |        |        |        |        |        |  |  |          |          |          |          |          |          |         |         |         |         |         |         |           |           |           |           |           |           |          |          |          |          |  |  |        |        |        |        |        |        |  |  |          |          |          |          | Rüdiger  | Rüdiger  | Rüdiger | Rüdiger | Rüdiger  | Rüdiger  |          |          | Gotelind | Gotelind | Gotelind | Gotelind | Gotelind | Gotelind |  |  |  |  |  |  |  |  |  |  |  |  |
|           |           |           |           |           |           |  |  |           |           |           |           |           |           |  |  |          |          |          |          |          |          |  |  |        |        |        |        |        |        |  |  |          |          |          |          |          |          |         |         |         |         |         |         |           |           |           |           |           |           |          |          |          |          |  |  |        |        |        |        |        |        |  |  |          |          |          |          |          |          |         |         |          |          |          |          |          |          |          |          |          |          |  |  |  |  |  |  |  |  |  |  |  |  |
|           |           |           |           |           |           |  |  |           |           |           |           |           |           |  |  |          |          |          |          |          |          |  |  |        |        |        |        |        |        |  |  |          |          |          |          |          |          |         |         |         |         |         |         |           |           |           |           |           |           |          |          |          |          |  |  |        |        |        |        |        |        |  |  |          |          |          |          |          |          |         |         |          |          |          |          |          |          |          |          |          |          |  |  |  |  |  |  |  |  |  |  |  |  |
| Siegfried | Siegfried | Siegfried | Siegfried | Siegfried | Siegfried |  |  | Kriemhild | Kriemhild | Kriemhild | Kriemhild | Kriemhild | Kriemhild |  |  | Etzel    | Etzel    | Etzel    | Etzel    | Etzel    | Etzel    |  |  | Helche | Helche | Helche | Helche | Helche | Helche |  |  | Blödelin | Blödelin | Blödelin | Blödelin | Blödelin | Blödelin |         |         | Gunther | Gunther | Gunther | Gunther | Gunther   | Gunther   |           |           | Brünhild  | Brünhild  | Brünhild | Brünhild | Brünhild | Brünhild |  |  | Gernot | Gernot | Gernot | Gernot | Gernot | Gernot |  |  | Giselher | Giselher | Giselher | Giselher | Giselher | Giselher |         |         | Dietlind | Dietlind | Dietlind | Dietlind | Dietlind | Dietlind |          |          |          |          |  |  |  |  |  |  |  |  |  |  |  |  |
| Siegfried | Siegfried | Siegfried | Siegfried | Siegfried | Siegfried |  |  | Kriemhild | Kriemhild | Kriemhild | Kriemhild | Kriemhild | Kriemhild |  |  | Etzel    | Etzel    | Etzel    | Etzel    | Etzel    | Etzel    |  |  | Helche | Helche | Helche | Helche | Helche | Helche |  |  | Blödelin | Blödelin | Blödelin | Blödelin | Blödelin | Blödelin |         |         | Gunther | Gunther | Gunther | Gunther | Gunther   | Gunther   |           |           | Brünhild  | Brünhild  | Brünhild | Brünhild | Brünhild | Brünhild |  |  | Gernot | Gernot | Gernot | Gernot | Gernot | Gernot |  |  | Giselher | Giselher | Giselher | Giselher | Giselher | Giselher |         |         | Dietlind | Dietlind | Dietlind | Dietlind | Dietlind | Dietlind |          |          |          |          |  |  |  |  |  |  |  |  |  |  |  |  |
|           |           |           |           |           |           |  |  |           |           |           |           |           |           |  |  |          |          |          |          |          |          |  |  |        |        |        |        |        |        |  |  |          |          |          |          |          |          |         |         |         |         |         |         |           |           |           |           |           |           |          |          |          |          |  |  |        |        |        |        |        |        |  |  |          |          |          |          |          |          |         |         |          |          |          |          |          |          |          |          |          |          |  |  |  |  |  |  |  |  |  |  |  |  |
|           |           |           |           |           |           |  |  |           |           |           |           |           |           |  |  |          |          |          |          |          |          |  |  |        |        |        |        |        |        |  |  |          |          |          |          |          |          |         |         |         |         |         |         |           |           |           |           |           |           |          |          |          |          |  |  |        |        |        |        |        |        |  |  |          |          |          |          |          |          |         |         |          |          |          |          |          |          |          |          |          |          |  |  |  |  |  |  |  |  |  |  |  |  |
| Gunther   | Gunther   | Gunther   | Gunther   | Gunther   | Gunther   |  |  | Swanhild  | Swanhild  | Swanhild  | Swanhild  | Swanhild  | Swanhild  |  |  | Ortlieb  | Ortlieb  | Ortlieb  | Ortlieb  | Ortlieb  | Ortlieb  |  |  | Erp    | Erp    | Erp    | Erp    | Erp    | Erp    |  |  | Ortwin   | Ortwin   | Ortwin   | Ortwin   | Ortwin   | Ortwin   |         |         |         |         |         |         | Siegfried | Siegfried | Siegfried | Siegfried | Siegfried | Siegfried |          |          |          |          |  |  |        |        |        |        |        |        |  |  |          |          |          |          |          |          |         |         |          |          |          |          |          |          |          |          |          |          |  |  |  |  |  |  |  |  |  |  |  |  |

- Alberich, Zwerg. Im Nibelungenlied von den ursprünglichen Besitzern, den Nibelungen, und dann auch vom Nachbesitzer, Siegfried, zum Hüter des Nibelungenhortes eingesetzt. Bei Richard Wagner ist Alberich einer der Nibelungen und der ursprüngliche Besitzer des Hortes, den zu schaffen ihm ein zauberkräftiger Ring ermöglichte, den er aus den „Rheintöchtern“ (Nixen im Rhein) geraubtem Gold geschmiedet hatte.
- Brünhild, Gattin Gunthers. Im Nibelungenlied ist Brünhild Königin von Island und wird unter dem Schutz der Tarnkappe von Siegfried für Gunther geworben. Dabei braucht es einen zweifachen Betrug: Brünhild muss von Siegfried überwunden werden; zuerst bei den Kampfspielen, dann im Ehebett. Der Streit zwischen ihr und Kriemhild bricht beim Zusehen bei einem Turnier aus und erreicht beim darauf folgenden Kirchgang vor der Türe des Münsters seinen Höhepunkt. Brünhild erfährt viel Leid, überlebt aber alle Katastrophen. In der Liederedda ist Brynhild eine Walküre, die von Odin in Schlaf versenkt wurde; zur Strafe, weil sie andere Helden fällte, als er wollte. Sie wird von Sigurd erweckt; Sigurd und Brynhild verloben sich vermutlich (die Handschrift der Liederedda hat hier eine Lücke; in der Edda von Snorri Sturluson findet sich am Ende der Nibelungensagen ein anscheinend späterer Zusatz, dass Sigurd eine Tochter namens Aslaug hat. Diese müsste, wie die Volsunga saga zeigt, anlässlich dieser Verlobung gezeugt sein). Sigurd heiratet aber dann Gudrun, die Schwester Gunnars. Daraus entstehen Verwicklungen, die zur Ermordung Sigurds und zum Selbstmord Brynhilds führen. Die Volsunga saga erzählt ähnlich wie die Snorra-Edda, doch ist in ihr Brynhild eine Schwester Atlis, die übernatürliche Fähigkeiten besitzt und sich in eine Walküre verwandeln kann. Später wirbt Sigurd die verlassene Braut für seinen Schwager Gunnar. Der Werbungstrug erfolgt durch Gestaltentausch, nicht durch Unsichtbarmachen. Das Hindernis sind nicht Kampfspiele, sondern ein Flammenwall, vafrlogi (Richard Wagner: Waberlohe). Auch die „Bettszene“ ist anders: Sigurd muss noch unter Gunnars Gestalt das Beilager mit Brynhild halten, aber, um dem Freund die Treue zu wahren, legt er sein Schwert zwischen sich und Brynhild. Dadurch hat Sigurd keine Eide gegenüber Gunnar gebrochen, wohl aber gegen Brynhild, mit der er schon eine Tochter, Aslaug, hat. Der Streit zwischen Brynhild und Gudrun bricht im Bad aus, welche der beiden im Fluss weiter in das sauberere Wasser hinauswaten darf. Brynhild begeht in der Volsunga saga wie in den Edda-Versionen nach Sigurds Tod Selbstmord. In der Thidreks saga ist Brynhild Herrin einer Burg in Schwaben; sie besitzt übernatürliches Wissen über Siegfried/Sigurd; er erhält von ihr einen besonderen Hengst. Bei diesem Anlass, berichtet die Saga später, verlobten sich die beiden. Doch bricht er die Verlobung und heiratet Grimhild, die Schwester Gunnars. Dafür vermittelt er die Ehe zwischen Gunnar und Brynhild, aber ohne Betrug: Brynhild ist Siegfried/Sigurd wegen des Bruches der Verlobung böse, doch ein Betrug ist erst nötig, als sie Gunnar in der Hochzeitsnacht an einen Nagel an der Wand hängt. Siegfried/Sigurd muss sie für Gunnar deflorieren – ohne magische Mittel; die Finsternis im Schlafraum genügt für den Betrug. Daraus resultieren die Verwicklungen, die zu Siegfried/Sigurds Tod und zu Grimhilds Rache führen; Brynhild überlebt den Untergang, wie im Nibelungenlied. Richard Wagner nennt sie Brünnhilde und folgt teils der Liederedda, teils der Volsunga saga; dem Nibelungenlied entnimmt er fast nichts. Es wurde manchmal vermutet, die Sagenfigur Brünhild könne einen historischen Kern haben, und zwar die westgotische Königstochter Brunichild, die u. a. im Geschichtswerk des Gregor von Tours als Ehefrau des Frankenkönigs Sigibert I. und Rivalin ihrer Schwägerin Fredegunde erwähnt wird.
- Dankwart ist im Nibelungenlied der Bruder Hagens und Gunters Marschall. In anderen mittelalterlichen Nibelungendichtungen kommt er nicht vor.
- Dietrich von Bern wird mit dem Ostgotenkönig Theoderich dem Großen gleichgesetzt; altnordisch: Thidrekr. Lautlich entspricht deutsch Dietrich gotischem Thiudariks, und deutsch Bern ist der alte Name der italienischen Stadt Verona, die zum Herrschaftsbereich Theoderichs gehörte. Die Sage hält sich jedoch nicht an historische Fakten. Insbesondere wurde Theoderich erst geboren, als Attila starb, während er in der Sage an Attilas Hof im Exil weilt. In der Thidrekssaga ist er es, der Grimhild erschlägt, nicht Hildebrand, wie im Nibelungenlied. Das ist sicher die ältere Version, die vom Nibelungenlied abgeändert wird.
- Etzel ist der deutsche Name für Attila, den Hunnenkönig. Wenn man die lautliche Entwicklung des Deutschen berücksichtigt, entsprechen Attila und Etzel einander genau (i-Umlaut von a zu e und Zweite Lautverschiebung von tt zu tz). Attilas Hauptstadt war aber weder dort, wo das Nibelungenlied sie lokalisiert, noch wirkte er an der Zerstörung des Burgunderreiches mit. Forscher, die die Figuren der Sage mit den Ereignissen des 5. Jahrhunderts verbinden wollen, setzen daher den Etzel der Nibelungensage eher mit dem römischen Magister militum Aetius gleich, der in seiner Jugend als Geisel im Austausch für Attila bei den Hunnen lebte und hunnische Hilfstruppen bei der Zerschlagung des Burgunderreiches einsetzte. Das wird jedoch heute von der Mehrzahl der Forscher abgelehnt, weil man annimmt, dass sich die Sagen in erster Linie um bedeutende historische Namen rankten, wie Attila, aber mit ihnen so frei umgingen, dass auch eine grobe Veränderung der Fakten kein Problem darstellte. Im Nibelungenlied ist Etzel ein toleranter Heide, der auch Christen an seinem Hof duldet, und respektiert die Gastfreundschaft. Der Grund für die Aufnahme dieses positiven Attilabildes ins Nibelungenlied ist vermutlich, dass die Hunnen mit den späteren Ungarn gleichgesetzt wurden (historisch falsch) und dass das Bistum Passau, in dem die Heimat des Dichters zu suchen ist, bei der Christianisierung der Ungarn im 10. Jahrhundert eine wichtige Rolle spielte (insbesondere Bischof Pilgrim von Passau; gest. 991). In mehreren Eddaliedern ist er goldgierig und lädt die Brüder seiner Frau ein, um sie zu ermorden und ihren Schatz an sich zu reißen; er wird von seiner eigenen Frau zur Rache für den Tod ihrer Brüder ermordet. Die Thidrekssaga mischt deutsche Berichte, in denen Attila gut, sogar vorbildlich handelt, und solche, in denen er schatzgierig ist und schließlich von einem Sohn Hagens zur Rache in Siegfrieds Schatzkeller eingesperrt wird, wo er bei den Schätzen verhungern muss.
- Fafnir ist in den Eddas und in der Volsunga saga der Name des von Sigurd getöteten Drachen.
- Gernot ist im Nibelungenlied einer der Brüder (mit Gunther und Giselher), die gemeinsam über das Burgundenreich herrschen. Auch in der Thidreks saga erscheint er (dort: Gernoz). In den anderen nordischen Versionen der Nibelungensage heißen die Brüder anders; dort ist Högni (Hagen) meist Bruder Gunnars, oder zumindest Halbbruder, und als weiterer Bruder bzw. Halbbruder tritt dort Gottorm auf (der Name ist dem burgundischen Godomarus nachgebildet), der in einer Version der Eddalieder der Mörder Sigurds ist. König Gundobad († 516) ließ die Gesetze der Burgunder aufzeichnen und nennt sich im Prolog als Nachkommen der Burgunderkönige Gibica, Godomar (einige Handschriften bieten stattdessen Gundomar), Gislaharius und Gundaharius.
- Giselher trägt den Namen des oben genannten Burgunderkönigs Gislaharius. Er kommt in mittelalterlichen Nibelungendichtungen nur im Nibelungenlied und in der Thidrekssaga (dort: Gislher) vor.
- Gunther trägt den Namen eines Burgunderkönigs (Gundahar). Im Altnordischen lautet der Name Gunnar. Im Nibelungenlied stützt er sich meist auf die Ratschläge Hagens und zeigt erst im Endkampf seine Tapferkeit; Gunther wird nur durch Dietrich von Bern überwunden. In den meisten nordischen Quellen sind die Erzählungen von seinem Tod nur lose mit dem ersten Teil, in dem er Schwager Sigurds ist, verbunden: Der Hunnenkönig Atli (entspricht: Attila) ist gierig nach den Schätzen seines Schwagers Gunnar und lädt ihn und seinen Bruder Hogni ins Hunnenland ein. Trotz heldenhafter Gegenwehr werden die beiden von einer Übermacht überwunden; Atli lässt Gunnar in eine Schlangengrube werfen. Atlis Gattin Gudrun, Gunnars und Hognis Schwester, hält zu den Brüdern und tötet Atli zur Rache für deren Ermordung. Dass diese Gudrun die Witwe Sigurds und erst in zweiter Ehe mit Atli verheiratet ist, wird nicht erwähnt oder spielt keine wesentliche Rolle: Da sie nicht gegen, sondern mit ihren Brüdern kämpft, braucht es nicht die Motivierung durch Sigurds Tod.
- Hagen von Tronje (altnordisch: Hogni) ist im Nibelungenlied entfernter Verwandter und treuer Gefolgsmann und wichtigster Ratgeber Gunthers. In den nordischen Versionen der Nibelungensage ist er Bruder oder Halbbruder Gunnars. Im Nibelungenlied und in der Thidreks saga ist er der Mörder Siegfrieds.
- Hildebrand ist Waffenmeister Dietrichs von Bern. In der Nibelungensage tritt er nur im Nibelungenlied und in der Thidrekssaga auf.
- Kriemhild basiert vermutlich auf Ildico (der Name entspricht der Wortbildung nach Hildchen, aber die Funktion des iko-Suffixes war wahrscheinlich nicht die einer Koseform wie im deutschen -chen), der letzten Nebenfrau Attilas. Kriemhild heißt sie im Nibelungenlied und in der Thidreks saga (dort: Grimilda). In den anderen nordischen Quellen heißt die Schwester Gunnars und Hognis Gudrun. Richard Wagner nennt sie Gutrune.
- Nibelunge heißen im Nibelungenlied die Söhne des verstorbenen Königs Nibelung, dessen Schatz erst Siegfried und nach dessen Tod Kriemhild gewinnt, ehe er von Hagen mit Zustimmung Gunthers geraubt wird; von da an bezeichnen sich die Burgunden auch als Nibelunge. In allen anderen Dichtungen ist Nibelunge (altnordisch: Niflungar) der Name der Familie Gunnars und Hognis von Anfang an, und er hat mit Siegfried / Sigurds Schatz nichts zu tun. Sie heißen schon Niflunge, bevor sie Sigurds Schatz an sich nehmen; in einem Eddalied bekommen sie Sigurds Schatz schon anlässlich der Brautwerbung Sigurds um Gudrun (Sigurd „kauft“ seine Braut mit dem Schatz).
- Ortwin von Metz, Truchsess Gunthers im Nibelungenlied, Verwandter Hagens von Tronje. In anderen mittelalterlichen Nibelungendichtungen kommt er nicht vor.
- Rüdiger (auch Rüdeger) von Bechelaren ist im Nibelungenlied ein Markgraf, der als Exilierter beim Hunnenkönig Etzel Zuflucht gesucht und die Markgrafschaft von Bechelaren (Pöchlarn in Niederösterreich; an der Mündung der Erlauf in die Donau) zu Lehen erhalten hatte. Er wirbt 13 Jahre nach Siegfrieds Tod bei Gunther um die Hand Kriemhilds für Etzel. Er leistet Kriemhild einen Treueeid, der ihn später dazu zwingt, gegen die Burgunden (u. a. gegen den mit seiner Tochter verlobten Giselher) zu kämpfen. Rüdiger und Gernot töten in diesem Kampf einander.
- Rumold ist im Nibelungenlied Küchenmeister Gunthers. Scherzhaft wird er einerseits als Koch, anderseits als hoher Träger eines Ehrenamtes, der den König in dessen Abwesenheit vertritt, gezeichnet. In anderen Nibelungendichtungen tritt kein Koch auf. Helmut Rosenfeld brachte die Einführung dieser Figur ins Nibelungenlied mit der Einführung des Ehrenamtes eines Reichsküchenmeisters durch König Philipp von Schwaben (ca. 1202) in Verbindung. Die Schaffung einer derartigen literarischen Figur könnte eine ironische Stellungnahme zur Einrichtung dieses Ehrenamtes sein.
- Siegfried der Drachentöter bzw. Siegfried von Xanten im Nibelungenlied, Sigurd in den nordischen Texten, außer in der Thidrekssaga, in der er meist Sigurd heißt, manchmal aber auch Siegfried (darin spiegeln sich die deutschen Quellen der Thidrekssaga): Eine historische Person, deren Taten Ausgangspunkt oder Kristallisationskern für die Sagenfigur des Siegfried abgegeben hätten, konnte nicht nachgewiesen werden. Die seit etwa 1820 angenommene Identität von Siegfried und Arminius wurde durch Adolf Giesebrecht 1837 genauer formuliert; seitdem wird sie immer wieder diskutiert. Das wichtigste Gegenargument ist, dass unter den vielen Namen, die aus dem 6. und angehenden 7. Jahrhundert stammen, kein einziger Siegfried belegt ist; die frühesten Belege des Namens Siegfried stammen vom Ende des 7. Jahrhunderts und beziehen sich auf Personen, die um oder nach 650 geboren wurden. Danach wird dieser Name sehr schnell häufig. Wenn es schon früher einen berühmten Sagenhelden dieses Namens gegeben hätte, wäre es unerklärlich, wieso sein Name nicht in der Personennamensgebung benutzt wurde.[5] Ähnlichkeiten bestehen auch zur historischen Person des Frankenkönigs Sigibert I., der die westgotische Königstochter Brunichild heiratet und auf Betreiben seiner Schwägerin Fredegunde ermordet wurde.
- Ute heißt die Mutter Kriemhilds im Nibelungenlied, auch in der Thidreks saga (dort: Oda). In der Volsunga saga heißt sie dagegen Grimhild (weil man diesen Namen der deutschen Sage irgendwie unterbringen wollte, aber der Name von Gunnars Schwester im Norden fest mit Gudrun besetzt war).
- Volker von Alzey ist im Nibelungenlied ein Spielmann und Ritter König Gunthers. Im ersten Teil wird er von Siegfried im Krieg gegen die Sachsen zum Fahnenträger gewählt; im zweiten Teil sticht er hervor, sowohl durch seine große musikalisch-künstlerische Begabung (Fidelspiel) als auch durch seine Tapferkeit und unbedingte Kriegerfreundschaft mit Hagen und die ironisch-bissigen Sprüche gegen die Feinde, in denen sich die beiden überbieten. In der Thidreks saga (dort: Folker) ist er ein tapferer adliger Kämpfer, ohne Verbindung zur Kunst oder zu Spielmännischem.
- Wolfhart ist Neffe Hildebrands und einer der jungen Heißsporne in Dietrichs Gefolgschaft. Durch seinen übersteigerten Ehrbegriff, der es ihm nicht erlaubt, die Schmähungen Volkers ungerächt zu lassen, werden Dietrichs Versuche, wenigstens die letzten Überlebenden zu retten, vereitelt. Wolfhart fällt im Zweikampf gegen Giselher; stolz, durch einen König den Tod zu finden und sich noch dafür rächen zu können, indem er sterbend Giselher erschlägt, und außerdem noch Zeugen dafür zu haben, die seinen Nachruhm verbreiten können. Wolfhart ist damit der Repräsentant von „heldischer Gesinnung“ im Nibelungenlied schlechthin; sein Wunsch nach einem Heldentod geht in Erfüllung, während Hagen von der Erzählung dies nicht gewährt wird; er wird unrühmlich von einer Frau erschlagen.

## Forschungsdiskussion
Da die schriftliche Überlieferung der Nibelungensage erst im Hochmittelalter einsetzt, sind Entstehung und Entwicklung der Sage auf Quellenkritik und hypothetische Rekonstruktionen angewiesen. Die Geschichte der Rekonstruktionen der vorschriftlichen germanischen Heldendichtung ist voll von theoriegestützten Vermutungen, Spekulationen und Sondermeinungen, die von der Mehrheit der Experten nicht oder nur für kurze Zeit als erwägenswert angesehen wurden.
Der Privatgelehrte Heinz Ritter-Schaumburg vertrat die Auffassung, das „christlich geprägte“ und sich auf altiu maere (alte „Mären“, Erzählungen) berufende Nibelungenlied beruhe auf einer Frühform der „heidnisch geprägten“, von historischen Ereignissen im norddeutschen Raum des 5./6. Jahrhunderts n. Chr. berichtenden Thidrekssaga, die als Vorlage gedient habe. Diese These einer Historizität der Thidrekssaga wird von den meisten Fachgermanisten abgelehnt. Vielmehr seien sowohl das Nibelungenlied wie die für die Thidrekssaga vorauszusetzenden deutschen Vorlagen schriftepische Bearbeitungen von schriftlichen und mündlichen Sagenfassungen, die im 12. Jahrhundert im ober- und niederdeutschen Sprachraum kursierten. Inhalt, poetische Form und Verwandtschaft dieser Fassungen werden sich nie genau bestimmen lassen. Jedoch wird heute mehrheitlich angenommen, dass die Thidrekssaga niederdeutsche, großteils schriftliche Quellen benutzt, die ihrerseits zu einem guten Teil Bearbeitungen schriftlicher oberdeutscher (bairischer) Vorlagen sind. Vor allem die Verlegung des Unterganges der Nibelungen nach Westfalen scheint sekundär zu sein.
2011 erschien unter dem Titel „Attil und Krimkilte“ die deutsche Übersetzung eines tschuwaschischen Manuskriptes eines dortigen Epos, das in Tscheboksary, der Hauptstadt Tschuwaschiens, gefunden wurde: eine „hunnische Variante der Nibelungensage“, die 1956 nach mündlichen Überlieferungen aufgezeichnet wurde.

## Handschriften
Das Nibelungenlied zählt zu den herausragenden Beispielen der europäischen Heldenepik. Die drei Handschriften A, B und C gelten als die wichtigsten und vollständigsten. Daneben sind eine Reihe weiterer vollständiger und fragmentierte Handschriften des Nibelungenliedes und der Nibelungenklage überliefert. Die Handschrift A befindet sich im Bestand der Bayerischen Staatsbibliothek, die Handschrift B wird in St. Gallen in der Schweiz aufbewahrt und die Handschrift C liegt in der Badischen Landesbibliothek in Karlsruhe. Die UNESCO hat im Juli 2009 die drei wichtigsten und vollständigsten Handschriften des Nibelungenlieds in das Weltdokumentenerbe aufgenommen.

## Literarische Bearbeitungen
- Albrecht Behmel: Das Nibelungenlied. Ein Heldenepos in 39 Abenteuern. Neu übersetzt und mit Erläuterungen versehen von Albrecht Behmel. Ibidem-Verlag, Stuttgart 2001, ISBN 3-89821-145-2.
- Gunnar Kunz: Der Ruf der Walküren. Ein Nibelungenroman. Sutton, Erfurt 2010, ISBN 978-3-86680-677-1.
- Jürgen Lodemann: Siegfried und Krimhild. Die Nibelungenchronik. Klett-Cotta, Stuttgart 2002, ISBN 3-608-93548-7.
- Wolfgang Hohlbein/Torsten Dewi: Der Ring der Nibelungen, Heyne-Verlag, München 2004, ISBN 978-3453530263
- Holger Höcke: Kriemhild und ihre Brüder. Roman. Rhein-Mosel-Verlag, 2019, ISBN 978-3-89801-405-2.
- Holger Höcke: Kriemhilds Rache. Roman. Rhein-Mosel-Verlag, 2022, ISBN 978-3-89801-457-1.
- Martin Huber: Saat der Rache – Die Chronik der Niflungen. Neopubli GmbH, Berlin 2017, ISBN 978-3-7450-9702-3.

### Hörspielbearbeitungen
- Friedrich Hebbel: Die Nibelungen - Ein deutsches Trauerspiel in drei Abteilungen, Hörspiel (ca. 3½ h), WDR 1954
- Jürgen Knop: Die Nibelungen, 8-teiliges Hörspiel (ca. 5½ h), Kiddinx 1981
- Regine Ahrem: Der Ring des Nibelungen, 16-teiliger Hörspiel-Podcast (ca. 6h), rbb 2022
- Balthasar von Weymarn: Der Thron der Nibelungen, 12-teiliges Hörspiel (ca. 9h), The AOS 2024

## Philatelistisches
Mit dem Erstausgabetag 7. Oktober 2021 gab die Deutsche Post AG in der Serie Sagenhaftes Deutschland ein Postwertzeichen im Nennwert von 80 Eurocent mit dem Titel Nibelungen heraus. Der Entwurf stammt vom Grafiker Thomas Steinacker aus Bonn.

## Veranstaltungen und Medien, Museen
- Nibelungenfestspiele Worms
- Nibelungenmuseum Worms

## Verfilmungen
Für Verfilmungen, siehe Kategorie:Nibelungen im Film